# Protosticta linnaei
Protosticta linnaei – gatunek ważki z rodziny Platystictidae.